# Андрей Иванов (футболист)
Вижте пояснителната страница за други личности с името Андрей Иванов.
Андрей Иванов, наричан по прякор Дядката, е български футболист, ляво крило. Роден през 1904 г. Близо 20 години играе за Владислав (Варна).

## Биография
Андрей Иванов започва да играе футбол в Тича. През 1920 г., недоволен от управлението на клуба, заедно с още няколко съотборници, се премества в СК Гранит, клон на Тича. През 1921 г. Гранит се отделя като самостоятелен клуб и малко по-късно приема името Владислав.
За периода, в който играе, Иванов има завидно спортно дълголетие. Носи екипа на Владислав цели 19 години. За това време печели три пъти титлата от Държавното първенство през 1925, 1926 и 1934. Заедно със своя съотборник Димитър Димитриев са първите футболисти в историята на българския футбол, които стават трикратни шампиони с един и същ клуб. Освен това с Владислав е 7 пъти първенец на Варна.
На финала на Държавното първенство през 1925 г. срещу Левски открива резултата в 3-тата минута, отбелязвайки първия в историята гол на финал за Царската купа. Същата година с Владислав печели и Сребърната купа на Букурещ. Има 2 мача за националния отбор и 1 отбелязан гол.